# Križe, Tržič
Križe (staro ime Sveti Križ, nemško Heiligenkreu(t)z in Kreu(t)z) so naselje pod jugozahodnim vznožjem Kriške gore ob cesti Tržič - Golnik v Občini Tržič. V naselju stojijo župnijska cerkev povišanja Sv. Križa s pokopališčem, osnovna šola, vrtec, gostilna, trgovine,... Dolgo časa je v Križah stala pošta, ki pa se je zaradi krčenja manjših poštnih uradov najprej preselila v manjšo stavbo, nato pa je bila popolnoma ukinjena; vzpostavljena je bila t.i. pismonoška pošta. Glavna ulica v Križah je Hladnikova ulica; poimenovana je po cerkvenemu skladatelju, pevovodji in organistu Ignaciju Hladniku, ki je bil tu rojen. Poleg njega sta znana Križâna še brigadir in vojaški ataše Janez Kavar in deskar na snegu Žan Košir.

## Etimologija
Izvor imena Križe razlagata dve teoriji. Po eni naj bi vas dobila ime, ker naj bi kristjani, ki so čez Karavanke prišli širit vero med staroverske Slovence, na njenem mestu postavili prvi križ. Po drugi pa je izvor imena vasi geografske narave. Križe stojijo na križišču severne Gorenjske; ob vhodu v dolino Tržiške Bistrice, kjer pot prek Tržiča vodi do Ljubelja in naprej do Koroške; proti zahodu prek Gorenjskih Dobrav proti Radovljici; proti jugu prek Kriškega polja proti Kranju; proti vzhodu pod gorami proti Preddvoru in naprej proti Kamniku. 

V sodobni knjižni Slovenščini se v rodilniku uporablja oblika Križ (iz Križ), narečno in v starejših virih pa se uporablja oblika Križev (s Križou).

## Zgodovina
Križe se v starih listinah prvič omenjajo okoli leta 1400 (bolj natančno leta 1427 kot del kranjske pražupnije), čeprav naj bi po legendi nastale že v času, ko so čez Karavanke k Slovanom prišli prvi kristjani. Ob prvem štetju prebivalcev izvedenem leta 1754 so v kraju našteli 77 hiš in 514 prebivalcev, od tega je Lambergom z gospostva Gutenberg pripadalo 8 kmetij. Prebivalstvo je skozi čas nihalo in večjo rast doseglo šele po končani drugi svetovni vojni. Med obema vojnama se je večina prebivalstva preživljala s čevljarsko obrtjo, preostali pa so bili kmetje in delavci, zaposleni v tržiških tovarnah. V starih časih je v Križah deloval star mlin, ki je žel konje parklje. S tem so barvali usnje. Po domače so temu postopku rekli farbjarjenje.
Križe so bile včasih središče lastne občine. Popis 1880 je v občini naštel 1849 prebivalcev, v sami vasi 232. Leta 1890 je občina štela 1942 prebivalcev; 323 jih je živelo v Križah (od tega 34 v naselju Snakovo). Po popisu leta 1900 je občina štela 2077 prebivalcev ( od tega 974 moških in 1103 žensk). Skupaj je to obsegalo 349 hiš. Prebivalcev so Križe takrat imele 357, hiš pa je bilo 48. Za leto 1910 je popis navajal 2235 prebivalcev občine, 376 je bilo Križanov. Del občine so bili kraji Breg, Zgornje in Spodnje Duplje, Golnik, Gozd, Križe, Novake, Pristava, Retnje, Sebenje, Senično, Spodnje in Zgornje Vetrno, Zadraga in Žiganja vas. Leta 1952 se je občina Križe združila z mestom Tržič v tržiško občino. 
Med letoma 1908 in 1966 je skozi Križe potekala železnica Tržič - Kranj. Postaja je bila pomembna zaradi bližnjega sanatorija na Golniku ter za oskrbo kriške vojašnice. 
27. avgusta 1939 je bil v Snakovem, nasproti gostilne Pr' Tos odprt Tosov ( Zupanov) bazen. Pri njegovi gradnji je svetoval celo Stanko Bloudek. Leta 1962 je bil odprt bazen v Tržiču, ki je preusmeril pozornost od kriškega in je tako ta leta 1970 prenehal delovati.

### NOB
Oborožena vstaja se je v Križah začela 31. julija 1941 z razbitjem nemških razglasnih desk, kažipotov in neuspelim napadom na nemško orožniško postajo. Postajo je 10. junija 1944 ponovno neuspešno napadel 1. bataljon Prešernove brigade.

### Povojno obdobje
Od leta 1947 pa do leta 1966 je v Križah delovala vojašnica, v kateri je bilo stalno po okrog 600 vojakov planinske pehote ter pozneje še protiletalskega topništva. Vojašnica je bila v Križah postavljena zaradi bližine meje z Italijo ter Avstrijo ter je varovala prehod v notranjost Slovenije. Vojaki so se urili predvsem na Poljani nad Križami, v Voglah ter v bližini mokrišča Blata, kjer se še do danes vidijo nekateri njihovi sledovi, kot so nasipi ter vrezana imena v deblih dreves. Vojašnica je stala na mestu, kjer danes stoji osnovna šola  (pouk je predtem potekal v stavbi nasproti cerkve), na današnjem rokometnem igrišču pa je stalo skladišče. Severno od vojašnice, na travniku med Križami in Pristavo, je stalo skladišče za strelivo in eksploziv, na mestu, kjer stojita danes gostilna Košuta in trgovina Mercator, pa so prej stali hlevi, saj je JLA v petdesetih leti za transport orožja, streliva in opreme še precej uporabljala konje in mule. 

## Geografija
Križe so na severnem robu Kriškega polja, ob vznožju Kriške gore. Najstarejši del vasi se nahaja prav po robu kjer se teren začne vzpenjati, od tam pa se je sčasoma širilo ob cestah proti severu, zahodu in jugu. Na severu se Križe nadaljujejo v Pristavo, na zahodu pa v Retnje. V južnem delu hrib Pogovca deli Križe od naselja Snakovo. Južno od Snakovega in severno od sosednjih Sebenj so ostanki nekdaj večjega mokrišča| Blata.

## Snakovo
Južno in vzhodno od hriba Pogovca se Križe nadaljujejo v naselje Snakovo, ki je bilo še do sredine 20. stoletja sestavljeno iz posameznih kmetij. Ob popisu prebivalstva leta 1754 so v Snakovem prevladovali Paradeiserji z gospostva Neuhaus, ki so imeli v lasti 3 kmetije. Snakovo je doživelo rast v 60. letih dvajsetega stoletja, ko se je naselje hitro začelo širiti in povečini izgubilo svoj kmečki značaj.
V Snakovem je med leti 1939 in 1970 delovalo kopališče Zupan, v Snakovem in okolici bolj poznano kot Tosov bazen. Zgradil ga je Franc Zupan, lastnik gostilne Pr' Tos, da bi povečal turistično ponudbo in tako izkoristil porast obiska v bolnici na Golniku, kamor je mnogo pacientov vodila pot od železniške postaje v Križah in skozi Snakovo. Pri gradnji je Zupanu svetoval Stanko Bloudek, za navdih pa mu je bil tudi arhitekt Ivan Vurnik, snovalec kopališča v Radovljici, od kogar je dobil idejo za osem-metrski skakalni stolp. Kopališče je bilo odprto 27. avgusta 1939 in je dolgo privabljalo obiskovalce iz okolice. Na bazenu je športno društvo TVD Partizan prirejalo tudi plavalna tekmovanja, ta pa so večinoma potekala med plavalci iz Tržiča in Križ, občasno pa so se jim pridružili še plavalci iz Kranja in Radovljice. Zaradi odprtja tržiškega kopališča leta 1962 in vse večje uporabe avtomobilov je Tosovo kopališče začelo zamirati, dokler se ni leta 1970 dokončno zaprlo. Od nekdanjega kopališča s 30 metrov dolgim in 10 metrov širokim bazenom, skakalnim stolpom, strojnico, tušem in lesenimi garderobami je ostal le še skakalni stolp, viden pa je še rob bazena, ki sedaj omejuje gredo za poljščine.